# Petromyscus barbouri
Petromyscus barbouri — вид гризунів родини Несомієві. Зустрічається тільки в ПАР. Його природні місця існування — субтропічні або тропічні сухі чагарники та скелясті місцевості. Йому загрожує втрата середовища проживання.